# Generał armii
Treść tego artykułu od 2022-03 należy opracować w taki sposób, aby nie uwypuklała nadmiernie polskiej specyfiki / aby nie zawężała się tylko do polskich warunków
Dokładniejsze informacje o tym, co należy poprawić, być może znajdują się w dyskusji tego artykułu.
 Po wyeliminowaniu niedoskonałości należy usunąć szablon  z tego artykułu.
Generał armii – w wielu armiach świata najwyższy stopień wojskowy.
W Polsce stopień generała armii ustanowiony został po raz pierwszy 19 kwietnia 1951 roku. Na stopień generała armii mianował Prezydent RP na wniosek Ministra Obrony Narodowej. Najwyższym stopniem w Wojsku Polskim pozostał stopień marszałka Polski. Na stopień marszałka Polski mianował Prezydent RP „za wyjątkowe zasługi dla Sił Zbrojnych Polski Ludowej”.
9 stycznia 1958 roku, na fali odwilży październikowej 1956 oraz idących za nią zmianach personalnych w Wojsku Polskim, polegających między innymi na zwolnieniu oficerów Armii Radzieckiej zajmujących kierownicze stanowiska w Siłach Zbrojnych PRL, zniesiony został stopień generała armii, który został przywrócony 28 września 1973 roku. Na stopień generała armii mianowała Rada Państwa. Najwyższym stopniem wojskowym pozostał marszałek Polski. Na stopień marszałka Polski mianowała oficera Rada Państwa „za wyjątkowe zasługi dla Polskiej Rzeczypospolitej Ludowej i Jej Sił Zbrojnych”.
Po przemianach ustrojowych, 9 grudnia 1991 roku stopień generała armii został zniesiony, ale żołnierze mianowani na stopień wojskowy generała armii przed tym dniem zachowali posiadane stopnie.
Oficerowie ludowego Wojska Polskiego awansowani do stopnia generała armii:
- Stanisław Popławski – 12 sierpnia 1955,
- Wojciech Jaruzelski – 29 września 1973,
- Florian Siwicki – 12 października 1984.

1 stycznia 2002 roku w Siłach Zbrojnych RP ustanowione zostały stopnie wojskowe „generała” oraz „admirała floty”, który odpowiada stopniowi generała broni. W ten sposób stopień admirała pozostał najwyższym stopniem w Marynarce Wojennej RP i stał się odpowiednikiem nowo utworzonego „generała”. Oznakami obu tych stopni wojskowych są między innymi cztery gwiazdki. Wprowadzenie tak nazwanego stopnia generalskiego spotkało się z krytyką, gdyż – jak podkreślano – stanowi on bezpośrednią kalkę z Armii Stanów Zjednoczonych i całkowicie ignoruje polską tradycję nazewnictwa stopni generalskich (tj. * – generał brygady, ** – generał dywizji, *** – generał broni, **** – generał armii):

„Chciałem zwrócić uwagę na problematykę stopni generalskich (...). Chodzi o wprowadzenie nowego stopnia – „generał” z czterema gwiazdkami. Jednocześnie odrzucono istniejący już w PRL stopień „generał armii” argumentując, że kojarzy się on głównie z gen. Jaruzelskim i wynika z radzieckiej tradycji. Otóż to ostatnie stwierdzenie jest błędne, albowiem jest to tytulatura francuska. Tak więc stopień „generał armii” byłby zgodny z obowiązującym w Wojsku Polskim nazewnictwem opartym zresztą na wzorach francuskich (chodzi tylko o nazwy, a nie o wygląd dystynkcji, które są zupełnie inne). Mielibyśmy generała brygady (franc. Général de brigade), generała dywizji (Général de division), generała broni (Général de corps d'armée) i generała armii (Général d'armée). Natomiast stopień „generał” jako najwyższy w tej hierarchii wywodzi się z systemu niemieckiego, obowiązującego także w Polsce przedrozbiorowej i wtedy układ stopni generalskich powinien wyglądać następująco: brygadier, generał major, generał porucznik i generał. Jest on zresztą wzorem dla wielu współczesnych armii, np. brytyjskiej i amerykańskiej. Co ciekawe, w tej ostatniej najwyższym stopniem generalskim (pięć gwiazdek) jest generał armii (General of the Army) i nie wynika to na pewno z radzieckiej tradycji”.

W Stanach Zjednoczonych istnieją dwa stopnie tłumaczone jako „generał armii”: General of the Army (jednej armii – pięciogwiazdkowy) oraz General of the Armies (wielu armii – sześciogwiazdkowy). Obecnie w wielu krajach ten stopień występuje jako najwyższy po marszałku lub po prostu jako najwyższy stopień.

## Oznaczenia stopnia
Oznaki w kolorze srebrnym: wężyk generalski i cztery gwiazdki na naramiennikach i otoku czapki; dwa galony na daszku; orzełki na kołnierzach kurtek od mundurów i płaszczy.
Zgodnie z przepisami ubiorczymi żołnierzy Wojska Polskiego z 1972 roku (po nowelizacji dokonanej w 1973 roku) generał armii na daszku czapki garnizonowej posiadał dwa galony szerokości 6 mm naszyte obok siebie w odstępie 2 mm; zewnętrzny naszyty w odległości 6 mm od krawędzi daszka na całej długości jego łuku.
Na taśmie otokowej czapki – wężyk generalski szerokości 3 cm i wysokości 3,5 cm. Ponadto na środku taśmy otokowej w przerwie wężyka cztery gwiazdki umieszczone na linii równoległej do krawędzi taśmy. Na naramiennikach – wężyk generalski wysokości 3,5 cm umieszczony w poprzek całego naramiennika, w odległości 5 mm od wszycia rękawa oraz cztery gwiazdki umieszczone wzdłuż linii prostej biegnącej przez środek naramiennika. Pierwsza gwiazdka w odległości 2 mm od wężyka, następna w odległości 2 mm od wierzchołka ramienia pierwszej gwiazdki do kąta wklęsłego ramion drugiej gwiazdki, pozostałe w takich samych odległościach .